# Forcepia forcips
Forcepia forcips är en svampdjursart som först beskrevs av James Scott Bowerbank 1866.  Forcepia forcips ingår i släktet Forcepia, och familjen Coelosphaeridae. Arten är reproducerande i Sverige.